# Bechstein
La C. Bechstein Pianofortefabrik AG Berlin è un'azienda tedesca che costruisce e vende in tutto il mondo pianoforti a coda e verticali. La prima fabbrica fu fondata nel 1853 a Berlino, Johannisstraße 5, da Carl Bechstein, fornitore della corte del re di Prussia Federico Guglielmo IV. Oggi gli strumenti Bechstein e C. Bechstein vengono prodotti a Seifhennersdorf, una cittadina della Sassonia, mentre quelli col marchio W. Hoffmann vengono costruiti dal 2007 nella Repubblica Ceca dalla filiale C. Bechstein Europe. Con circa 5000 strumenti venduti all'anno, la Bechstein è il più grande costruttore europeo di pianoforti verticali e a coda.

## Storia

### Gli inizi

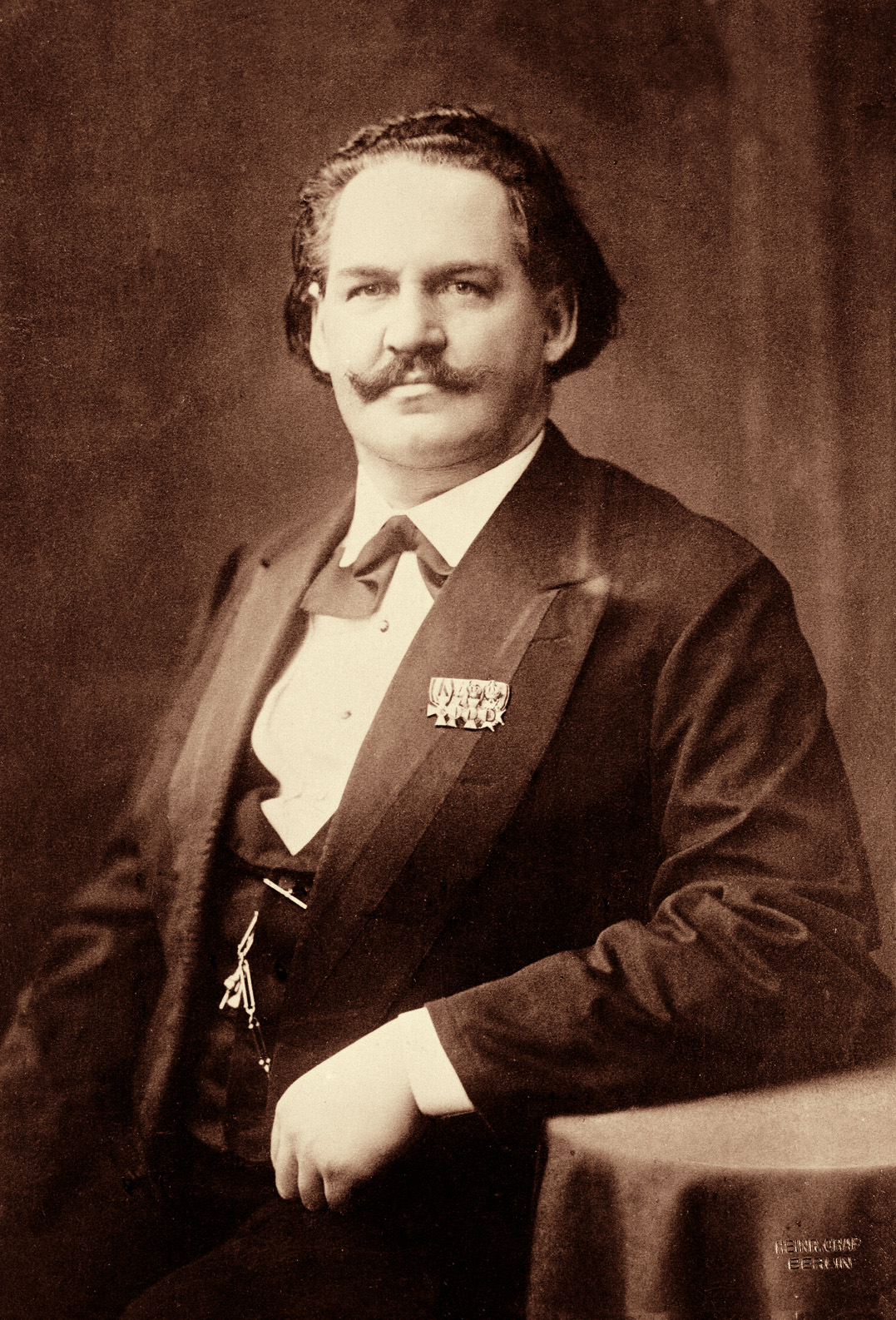
Carl Bechstein, il fondatore

Carl Bechstein aprì la sua fabbrica di pianoforti come ditta individuale nel 1853 e consegnò 176 strumenti fino al 1859. Il suo primo pianoforte a coda, costruito nel 1856 per il pianista Hans von Bülow, ha il numero di produzione “100”, ma questo non può essere il vero numero progressivo, se consideriamo la produzione effettiva, e probabilmente fu messo per non far vedere che l'azienda era agli inizi. Il nome Bechstein diventò rapidamente famoso per la stabilità dei materiali utilizzati, insolita per l'epoca, e la grande resistenza dei suoi strumenti.
Dal 1861 Bechstein ampliò la sua impresa e alla fine di quel decennio iniziò a esportare i suoi strumenti anche in Gran Bretagna e in Russia. Il re Ludovico II di Baviera ordinò a Carl Bechstein un pianoforte da regalare a Richard Wagner, che lo apprezzò moltissimo. Dal 1870, furono costruiti circa 500 strumenti all'anno. Nel 1882, fu fondata una seconda fabbrica a Berlino e nel 1885 una filiale a Londra. Nel 1896 Bechstein presentò all'Esposizione Industriale di Berlino strumenti di ottima fattura, premiati con la medaglia d'oro. Nel 1897 entrò in funzione la terza fabbrica a Berlino.
A Londra iniziò a costruire una sala per concerti, la Bechstein Hall, completata nel 1901. Lo scoppio della prima guerra mondiale portò all'espropriazione e alla chiusura di quella sala, riaperta nel 1917 con il nome “Wigmore Hall”. Bechstein fece costruire sale per concerti anche a Parigi e a San Pietroburgo.
Carl Bechstein vendeva i suoi strumenti a conservatori, organizzatori di concerti, corti reali e imperiali. Per molti decenni celebri compositori, fra cui Franz Liszt, Richard Wagner e Claude Debussy, e pianisti famosi, come Wilhelm Backhaus, Walter Gieseking, Artur Schnabel, Wilhelm Furtwängler, Wilhelm Kempff e Jorge Bolet, preferirono i pianoforti a coda C. Bechstein.

### Dopo la morte del fondatore

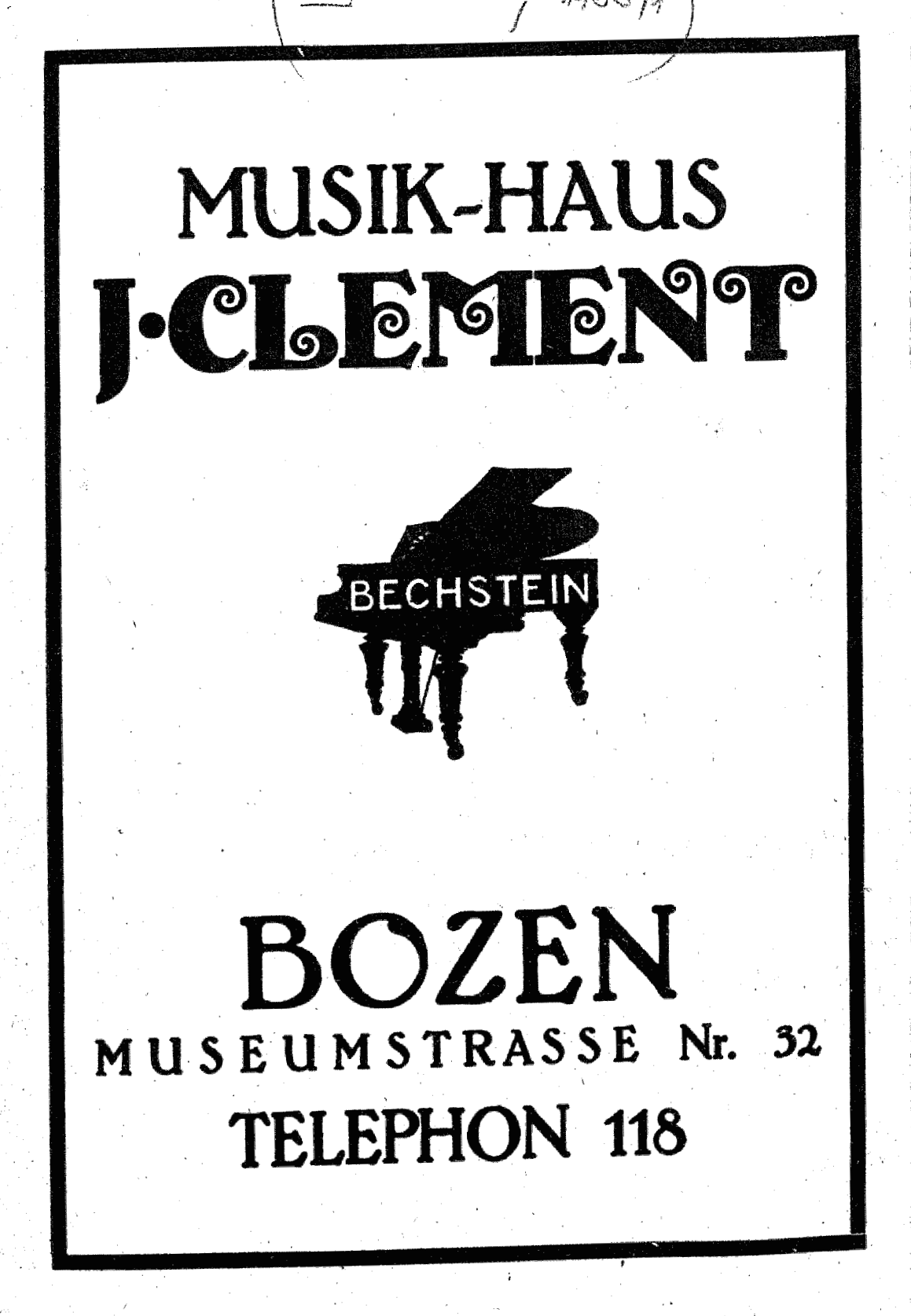
Pubblicità per i pianoforti Bechstein del 1925

Dopo la morte di Carl Bechstein nel 1900 subentrarono i suoi figli Edwin (nato nel 1859, direttore tecnico), Carl Junior (nato nel 1860, amministratore generale) e Johannes (nato nel 1863 e morto nel 1906). Nel 1903, la Bechstein aveva 800 dipendenti e produceva 4500 strumenti. In quell'anno fu fondata un'altra filiale a Parigi. Nel 1906 l'impresa diventò una società in nome collettivo.
La Prima guerra mondiale provocò una grave crisi alla Bechstein, con un crollo della produzione anche in seguito all'esproprio senza alcun compenso delle sue filiali all'estero. Nel 1923, l'anno dell'iperinflazione in Germania, l'impresa fu trasformata in una società per azioni.
Edwin Bechstein colse l'occasione per rientrare nella società, da cui si era ritirato nel 1916 dopo una lite con suo fratello. Sua moglie Helene, nata Capito, comproprietaria dell'impresa, era una delle prime ammiratrici di Adolf Hitler. Insieme a Elsa Bruckmann, moglie dell'editore Hugo Bruckmann, permise a Hitler di entrare in contatto con le élite di Berlino, Monaco di Baviera e lo aiutò largamente anche sul piano finanziario. Questi apporti non furono però utili all'impresa, che perse alcuni clienti importanti per l'atteggiamento apertamente antisemita di Helene Bechstein, ma nel 1934, quando Edwin Bechstein morì nella sua villa di Berchtesgaden, fu sepolto a Berlino con funerali di Stato.
Pur toccata dalla crisi economica del 1929, la Bechstein fu in grado di presentare un pianoforte a coda dorato all'Esposizione universale di Barcellona. L'innovazione del “Neo-Bechstein”, il primo pianoforte elettroacustico, non bastò a impedire il declino all'impresa: nel periodo 1935-1940 la produzione scese a 3900 strumenti l'anno.
Durante la seconda guerra mondiale, la Bechstein aprì una sezione per la costruzione di eliche a scopi bellici.

### Dopo la Seconda guerra mondiale
Nel 1945, gli alleati bombardarono la fabbrica Bechstein di Berlino e per diversi anni dopo la guerra la Bechstein non riuscì a recuperare la produzione completa, fabbricando poche centinaia di pianoforti l’anno. La Bechstein fu gestita sotto sequestro dagli occupanti americani fino al 1951 per provvedere alla denazificazione. Le vendite in quel periodo restarono modeste, ma l'azienda poté festeggiare brillantemente il suo centenario nel 1953.
Nel 1959 venne aperta un'altra fabbrica a Karlsruhe e negli anni sessanta la Bechstein costruiva mille strumenti all'anno nelle sue tre sedi produttive (Karlsruhe, Berlino ed Eschelbronn, non lontano da Heidelberg).
La Bechstein in quegli anni risentì pesantemente della concorrenza delle altre case pianistiche, dovuto soprattutto al nuovo scenario economico-sociale di quegli anni, i rapporti compromettenti con il clima nazista e ad una massiccia campagna pubblicitaria e di marketing che la Steinway & Sons applicò in quegli anni.

Nel 1961, la Bechstein vide la costruzione del muro di Berlino e la proprietà cambio diverse volte. La concorrenza asiatica e dei prodotti di fascia media diventò sempre più predominante, riducendo molto la produzione di tante case pianistiche europee.

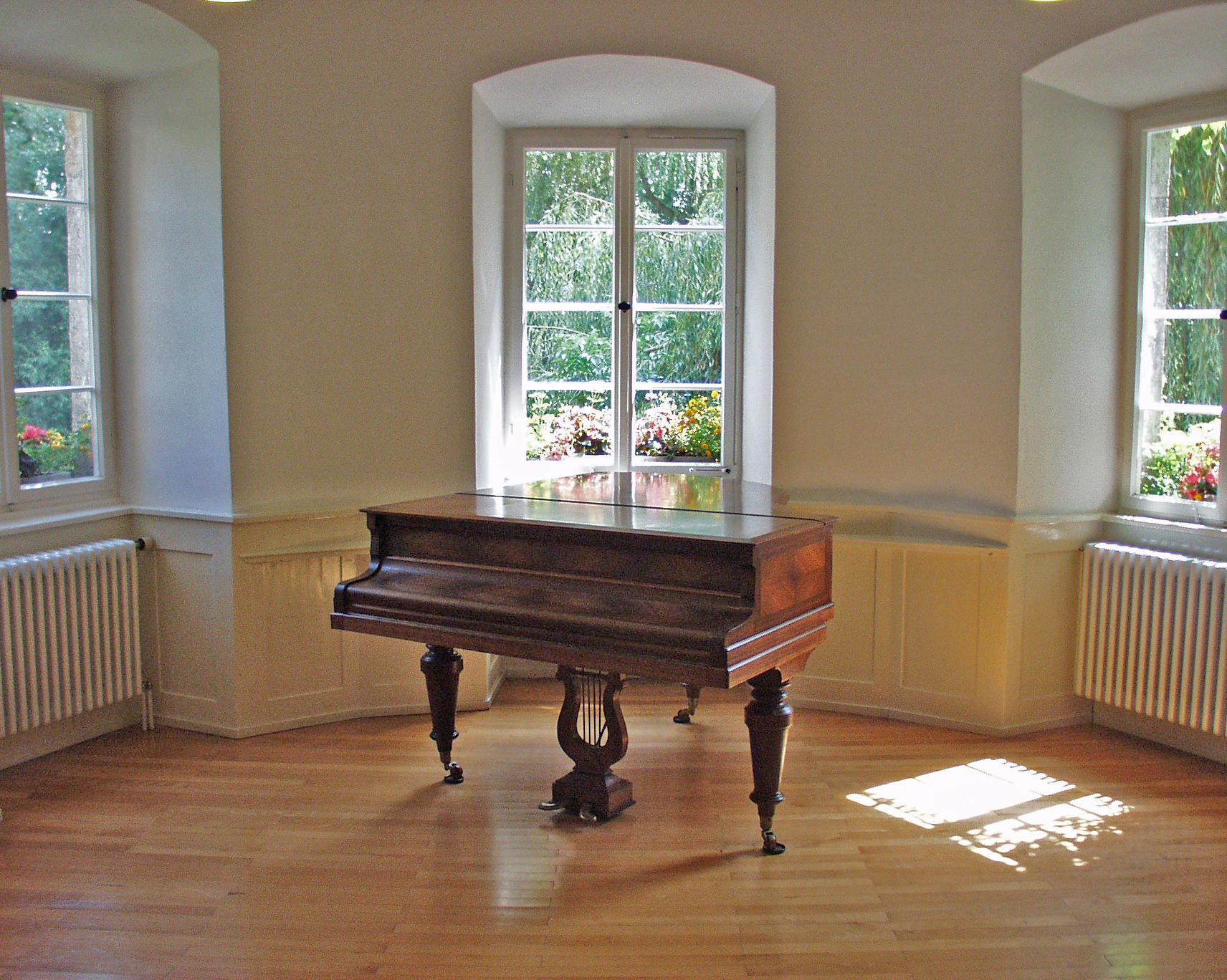
Pianoforte Bechstein del 1893

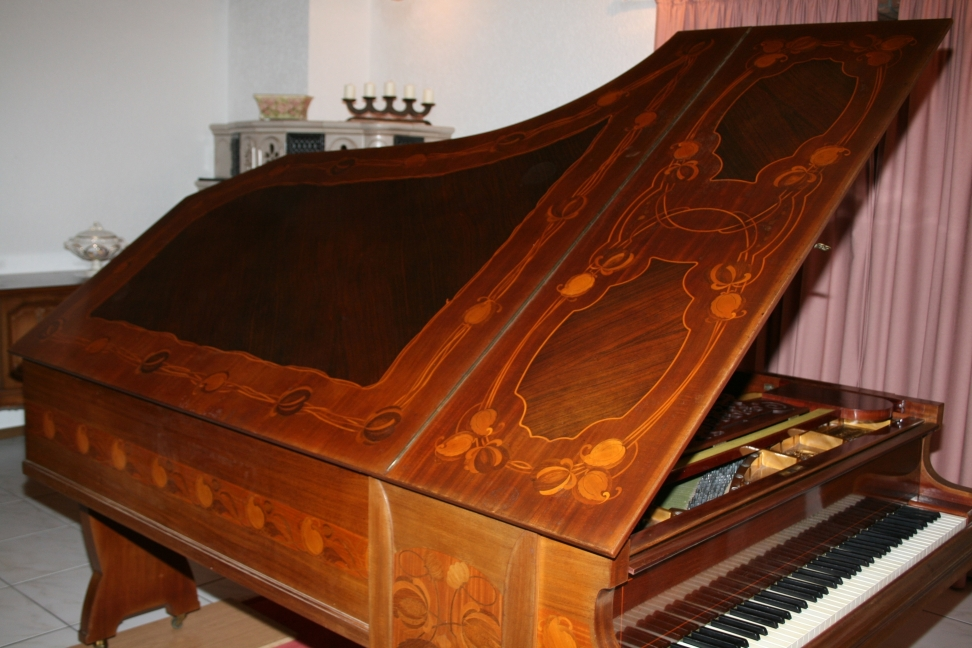
Pianoforte Bechstein del 1902 in stile Liberty

Nel 1973, la Bechstein diventò una società a responsabilità limitata, diretta da amministratori americani, e questo sviluppo le diede l'opportunità di aprirsi nuovi mercati negli USA.
Nel 1986 il costruttore tedesco di pianoforti Karl Schulze ha acquistato il marchio Bechstein, concentrando la produzione nella sede berlinese nel quartiere di Kreuzberg, dopo la chiusura delle fabbriche di Karlsruhe ed Eschelbronn. Quattro anni dopo, i marchi Euterpe e W. Hoffmann, appartenenti alla ditta Feurich, sono stati integrati nel gruppo Bechstein.
Nell'ambito della riunificazione della Germania, Bechstein ha rilevato nel 1992 il marchio Zimmermann e il suo stabilimento di Seifhennersdorf in Sassonia. Questa ditta, fondata a Lipsia nel 1884 con il nome di "Leipziger Pianofortefabrik Gebr. Zimmermann AG", era stata nazionalizzata dopo la seconda guerra mondiale e ribattezzata "VEB Sächsische Pianofortefabrik". Nel 1994 è stata trasferita a Seifhennersdorf anche la produzione dei marchi economici e di prezzo medio Euterpe/W. Hoffmann, portata in seguito in Estremo Oriente.
Dopo una istanza di dichiarazione di fallimento, evitato con l'acquisto dello stabilimento di Berlino da parte del governo regionale, la Bechstein ha concentrato tutta la sua produzione a Seifhennersdorf. Negli anni successivi ha investito circa venti milioni di euro per ampliare la fabbrica e trasformarla in un impianto moderno per la produzione di pianoforti a coda e verticali di ottimo livello. Nel 1996 è tornata ad essere una società per azioni, quotata dal 1997 al mercato ristretto.

## Oggi

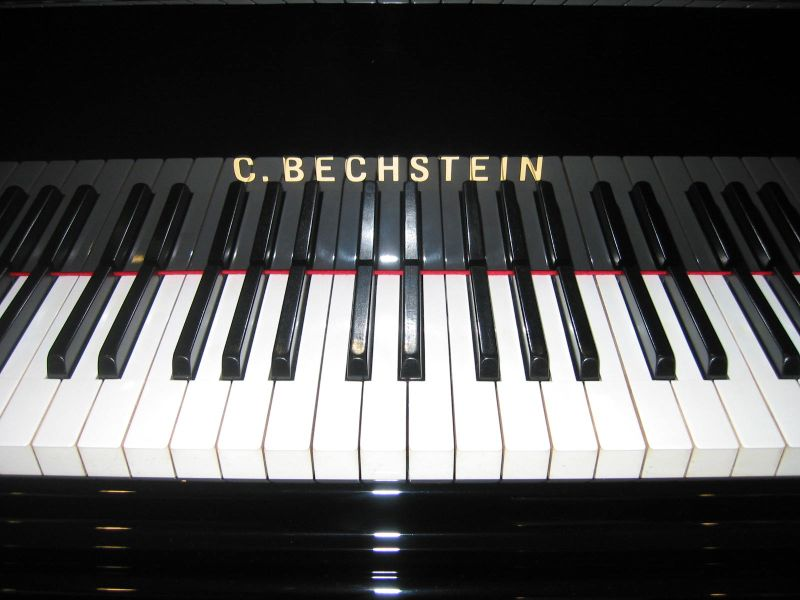
Marchio Bechstein attuale

Il forte orientamento internazionale e l'aspirazione a entrare nei mercati asiatici e americani hanno portato la Bechstein ad avviare nel 2003 una partnership strategica con la Samick, un costruttore sudcoreano di strumenti musicali. Questa cooperazione è però diminuita negli anni successivi: già dal 2005 la Samick era solo un investitore finanziario e nell'assemblea generale dell'estate 2009 ha perso il suo rappresentante nel consiglio di sorveglianza, sostituito da Daniel Ralf Schmitz. Dopo due aumenti di capitale, la Samick ha ceduto interamente la sua partecipazione alla Bechstein. Nel frattempo sono diventati azionisti principali la famiglia Freymuth, Karl Schulze e sua moglie Berenice Küpper. In seguito a un'offerta d'acquisto nel 2012, il nuovo socio di maggioranza è la società Kuthe GmbH, con quasi il novanta per cento delle azioni. Grazie all'impegno di Stefan Freymuth (a. d. della Kuthe GmbH), la Bechstein sta assumendo sempre più la forma di un'impresa gestita dal proprietario.
Il fatturato del gruppo C. Bechstein ha raggiunto 34,5 milioni di euro nel 2011, con 2,2 milioni di utili. Nel 2012 sono stati venduti 4500 strumenti per un fatturato di 33 milioni di euro. Per festeggiare i 160 anni d'attività, nel 2013 è stata realizzata una eccezionale riproduzione di un pianoforte a coda interamente dorato. Oggi la Bechstein si dedica in particolare all'espansione degli stabilimenti in Germania (140 dipendenti) e nella Repubblica Ceca (160 dipendenti), al miglioramento continuo dei suoi prodotti e alla diffusione del suo know-how fra le nuove generazioni.
Alla fine del 2012 le società C. Bechstein AG e Kuthe GmbH hanno istituito, insieme con Karl Schulze e Berenice Küpper come persone private, la fondazione "Carl Bechstein Stiftung".
Il ritorno dei pianoforti Bechstein nelle grandi sale da concerto e nei maggiori studi di registrazione è accompagnato da un aumento delle attività all'estero. La ditta si occupa ora direttamente della distribuzione in Asia e in America, mentre i suoi partner commerciali in tutto il mondo, da Seul a Sydney, adottano lo schema dei quattordici “C. Bechstein Centers” aperti in Germania.

### Marchi e sedi produttive

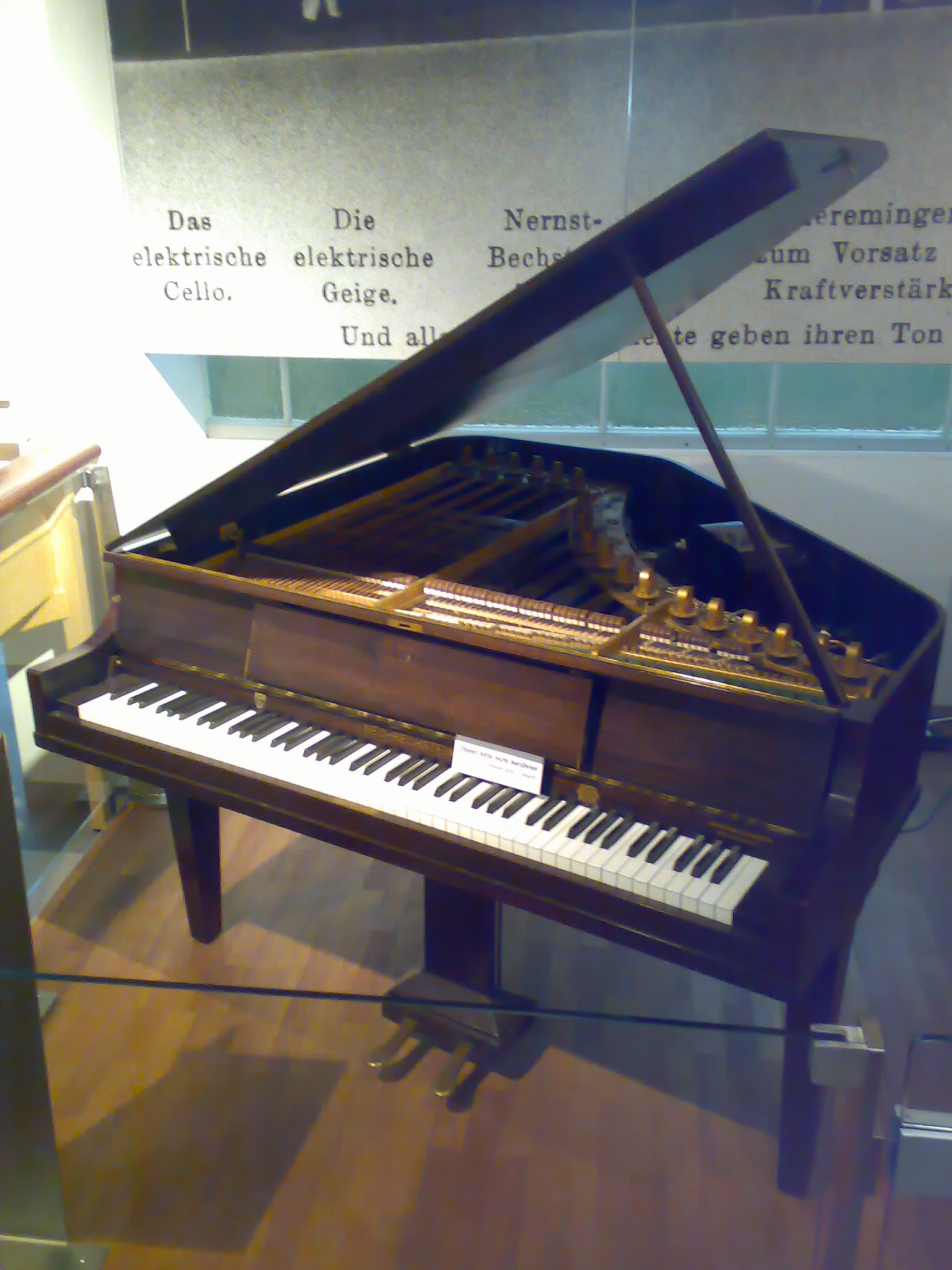
Pianoforte elettrico Neo-Bechstein nel Museo della Tecnica di Vienna

Gli strumenti C. Bechstein (categoria “capolavori”) vengono prodotti nella manifattura di Seifhennersdorf. Fino al 2012 venivano prodotti qui anche i pianoforti Bechstein Academy, ma questo marchio è stato assorbito dal marchio Bechstein in quell'anno per ottimizzare la produzione.
Anche i pianoforti Zimmermann sono stati prodotti a Seifhennersdorf fino alla fine del 2011, ma ora vengono costruiti da un partner, sotto il controllo del reparto Gestione della Qualità Bechstein, che conferisce il marchio "designed by Bechstein".
Gli strumenti W. Hoffmann vengono prodotti dal 2007 a Hradec Králové (Rep. Ceca) da C. Bechstein Europe s.r.o., una filiale interamente di proprietà di C. Bechstein Berlin.
Gli strumenti Euterpe e Wilh. Steinmann venivano prodotti negli ultimi tempi in Cina e in Indonesia, ma produzione e vendita sono cessate nel 2009. La Bechstein ha creato in Germania un centro di ricerca e sviluppo unico al mondo, che le permette di reagire con flessibilità ai mutamenti del mercato. Il risultato è che la Bechstein ha il 17% del mercato tedesco e notevoli successi nelle esportazioni.

## Sponsorizzazioni
La Bechstein organizza ogni anno vari concorsi, in particolare il Concorso al conservatorio Robert Schumann (Düsseldorf 2009), il Concorso C. Bechstein per i conservatori del Baden-Württemberg (Mannheim 2009 e Trossingen 2011) e il Concorso C. Bechstein all'Università per la musica e il teatro di Hannover (2010).

## La Bechstein e i grandi pianisti
Molti pianisti hanno scelto pianoforti Bechstein per registrare i loro dischi. Risalgono, per esempio, agli anni 1930 le registrazioni di Artur Schnabel (tutte le sonate di Beethoven) ed Edwin Fischer (Il clavicembalo ben temperato di Bach). Dopo la seconda guerra mondiale, Jorge Bolet e Dinu Lipatti hanno inciso dei dischi usando un Bechstein. I jazzisti Oscar Peterson, Joachim Kühn e Paul Kuhn hanno scelto pianoforti Bechstein per le loro incisioni. Anche molti musicisti pop preferiscono questo grande marchio tedesco per le loro registrazioni, fatte spesso nei famosi studi Abbey Road e Trident. Alcuni dei più celebri sono i Beatles (Hey Jude e White Album), David Bowie, Freddie Mercury con i Queen (A Night at the Opera), Supertramp, Elton John (Your Song) e Peter Gabriel. Molti altri pianisti hanno seguito il loro esempio negli ultimi anni: Aldo Ciccolini, Konstantin Lifschitz, Abdel Rahman El Bacha, Michel Dalberto, Boris Bloch, Pavel Gililov, Shani Diluka, Haiou Zhang e David Theodor Schmidt.

## Film
- Ein Klavier geht um die Welt. Documentazione, Germania, 2008, 45 min. Sceneggiatura e regia: Michael Busse e Maria Rosa Bobbi. Produzione: WDR. Prima diffusione il 28 aprile 2008.